# Quintus Pompeius Rufus (Schwiegervater Caesars)
Quintus Pompeius Rufus († 88 v. Chr.) war ein Angehöriger der römischen Nobilität der späten Republik.
Sein gleichnamiger Vater war Konsul 88 v. Chr. Der jüngere Pompeius Rufus wurde in diesem Jahr bei Unruhen von Anhängern des Volkstribuns Publius Sulpicius Rufus getötet.
Rufus war verheiratet mit Cornelia, einer Tochter Lucius Cornelius Sullas aus dessen erster Ehe mit einer Ilia. Das Paar hatte zwei Kinder, den Sohn Quintus Pompeius Rufus und die Tochter Pompeia, die zweite Frau Gaius Iulius Caesars wurde.
| Personendaten    | Personendaten                             |
| ---------------- | ----------------------------------------- |
| NAME             | Pompeius Rufus, Quintus                   |
| ALTERNATIVNAMEN  | Rufus, Quintus Pompeius                   |
| KURZBESCHREIBUNG | römischer Nobilis, Schwiegervater Caesars |
| GEBURTSDATUM     | 2. Jahrhundert v. Chr.                    |
| STERBEDATUM      | 88 v. Chr.                                |